# Bart Tuinstra
Bart Tuinstra (26 novembre 1941) è un ex cestista olandese.

## Carriera
Con i Paesi Bassi ha disputato i Campionati europei del 1963.